# 伊達宗秩
伊達 宗秩（だて むねつね）は、仙台藩一門第八席・岩出山伊達氏第8代当主。

## 生涯
天明4年（1784年）、岩出山伊達氏第7代当主・伊達村則の子として生まれる。幼名は大力。
享和元年（1801年）1月、父村則の死去により家督相続し、岩出山邑主となる。文化9年（1812年）10月、元服し、仙台藩主の伊達周宗から偏諱を賜り、初名の泰親（やすちか）から宗秩（むねつね）に改名。
文政2年（1819年）8月、藩主となった伊達斉義と共に江戸に上り、江戸城で将軍徳川家斉、世子徳川家慶に拝謁する。
天保12年（1841年）1月、庄内藩の国替えに反対する領民が、大挙して江戸の将軍家に直訴するために、岩出山を通過しようとしたため、これを差し止め、諭して解散させる。宗秩は藩を通じて幕府に嘆願書を提出し国替えの命令は取り消された。
弘化3年（1846年）閏5月25日死去。享年63。家督は嫡男義監が相続した。

## 人物
豪邁な性格で「鬼弾正」と渾名された。